# 果糖苷

果糖

果糖苷是糖基为果糖的糖苷。 

## 果糖基转移酶
在酶学中，将果糖基团添加到分子中的酶被命名爲果糖基转移酶、β-D-果糖基转移酶或果糖转移酶。例如：
- 醛糖β-D-果糖基转移酶（英语：Aldose_beta-D-fructosyltransferase）
- 2,1-果聚糖：2,1-果聚糖-1-果糖基转移酶（英语：2,1-fructan:2,1-fructan 1-fructosyltransferase）
- 6G-果糖基转移酶（英语：6G-fructosyltransferase）
- 菊粉果糖转移酶（英语：Inulin fructotransferase (DFA-I-forming)）
- 果聚糖转移酶（英语：Levan fructotransferase (DFA-IV-forming)）
- 果聚糖酶（英语：Levansucrase）